# Yorkton—Melville
Circonscription électorale fédérale du Canada
Yorkton—Melville est une circonscription électorale fédérale canadienne dans la province de la Saskatchewan représentée depuis 1968.

## Géographie
Créée en 1966 des circonscriptions de Yorkton, Melville et Mackenzie, la circonscription présentait le plus haut pourcentage de personnes éligibles à voter ayant 65 ans et plus lors des élections de 2006, ainsi que le plus haut taux de participation.
Les circonscriptions limitrophes sont Desnethé—Missinippi—Rivière Churchill, Prince Albert, Sentier Carlton—Eagle Creek, Regina—Qu'Appelle, Souris—Moose Mountain, Dauphin—Swan River—Neepawa et Churchill—Keewatinook Aski. Elle longe la frontière manitobaine au nord-est de la ville de Regina.

1966
1976
1987
1996
2003
2013
2023

## Députés
| Législature                                              | Années                                                   | Député                                                   | Député                                                   | Parti                                                    |
| Yorkton—Melville issue de Yorkton, Melville et Mackenzie | Yorkton—Melville issue de Yorkton, Melville et Mackenzie | Yorkton—Melville issue de Yorkton, Melville et Mackenzie | Yorkton—Melville issue de Yorkton, Melville et Mackenzie | Yorkton—Melville issue de Yorkton, Melville et Mackenzie |
| -------------------------------------------------------- | -------------------------------------------------------- | -------------------------------------------------------- | -------------------------------------------------------- | -------------------------------------------------------- |
| 28e                                                      | 1968–1972                                                |                                                          | Lorne Nystrom (en)                                       | NPD                                                      |
| 29e                                                      | 1972–1974                                                |                                                          | Lorne Nystrom (en)                                       | NPD                                                      |
| 30e                                                      | 1974–1979                                                |                                                          | Lorne Nystrom (en)                                       | NPD                                                      |
| 31e                                                      | 1979–1980                                                |                                                          | Lorne Nystrom (en)                                       | NPD                                                      |
| 32e                                                      | 1980–1984                                                |                                                          | Lorne Nystrom (en)                                       | NPD                                                      |
| 33e                                                      | 1984–1988                                                |                                                          | Lorne Nystrom (en)                                       | NPD                                                      |
| 34e                                                      | 1988–1993                                                |                                                          | Lorne Nystrom (en)                                       | NPD                                                      |
| 35e                                                      | 1993–1997                                                |                                                          | Garry Breitkreuz                                         | Réformiste                                               |
| 36e                                                      | 1997–2000                                                |                                                          | Garry Breitkreuz                                         | Réformiste                                               |
| 36e                                                      | 2000-2000                                                |                                                          | Garry Breitkreuz                                         | Alliance canadienne                                      |
| 37e                                                      | 2000–2002                                                |                                                          | Garry Breitkreuz                                         | Alliance canadienne                                      |
| 37e                                                      | 2003-2004                                                |                                                          | Garry Breitkreuz                                         | Conservateur                                             |
| 38e                                                      | 2004–2006                                                |                                                          | Garry Breitkreuz                                         | Conservateur                                             |
| 39e                                                      | 2006–2008                                                |                                                          | Garry Breitkreuz                                         | Conservateur                                             |
| 40e                                                      | 2008–2011                                                |                                                          | Garry Breitkreuz                                         | Conservateur                                             |
| 41e                                                      | 2011–2015                                                |                                                          | Garry Breitkreuz                                         | Conservateur                                             |
| 42e                                                      | 2015–2019                                                | Cathay Wagantall                                         |                                                          | Conservateur                                             |
| 43e                                                      | 2019–2021                                                | Cathay Wagantall                                         |                                                          | Conservateur                                             |
| 44e                                                      | 2021–2025                                                | Cathay Wagantall                                         |                                                          | Conservateur                                             |
| 45e                                                      | 2025–en cours                                            | Cathay Wagantall                                         |                                                          | Conservateur                                             |

## Résultats électoraux
Modèle:Élection générale canadienne de 2025 — Yorkton—Melville
|       | Candidat                | Parti        | # de voix | % des voix |
|       | Cathay Wagantall        | Conservateur | +21 683,  | 59,22 %    |
|       | Brooke Taylor Malinoski | Libéral      | +06 504,  | 17,76 %    |
|       | Doug Ottenbreit         | NPD          | +07 396,  | 20,2 %     |
|       | Elaine Marie Hughes     | Vert         | +01 030,  | 2,81 %     |
| Total | Total                   | Total        | 36 613    | 100 %      |

|       | Candidat             | Parti        | # de voix | % des voix |
|       | (x) Garry Breitkreuz | Conservateur | +21 906,  | 68,93 %    |
|       | Kash Andreychuk      | Libéral      | +02 167,  | 6,82 %     |
|       | Douglas Ottenbreit   | NPD          | +06 931,  | 21,81 %    |
|       | Elaine Hughes        | Vert         | +00774,   | 2,44 %     |
| Total | Total                | Total        | 31 778    | 100 %      |

|       | Candidat             | Parti        | # de voix | % des voix |
|       | (x) Garry Breitkreuz | Conservateur | +19 824,  | 68,03 %    |
|       | Bryan Bell           | Libéral      | +01 578,  | 5,41 %     |
|       | Doug Ottenbreit      | NPD          | +06 076,  | 20,85 %    |
|       | Jen Antony           | Vert         | +01 664,  | 5,71 %     |
| Total | Total                | Total        | 29 142    | 100 %      |